# Smart Forfour
Smart Forfour – samochód osobowy klasy subkompaktowej, a następnie klasy miejskiej produkowany pod niemiecką marką Smart w latach 2004–2006 oraz ponownie w latach 2014–2021.

## Pierwsza generacja

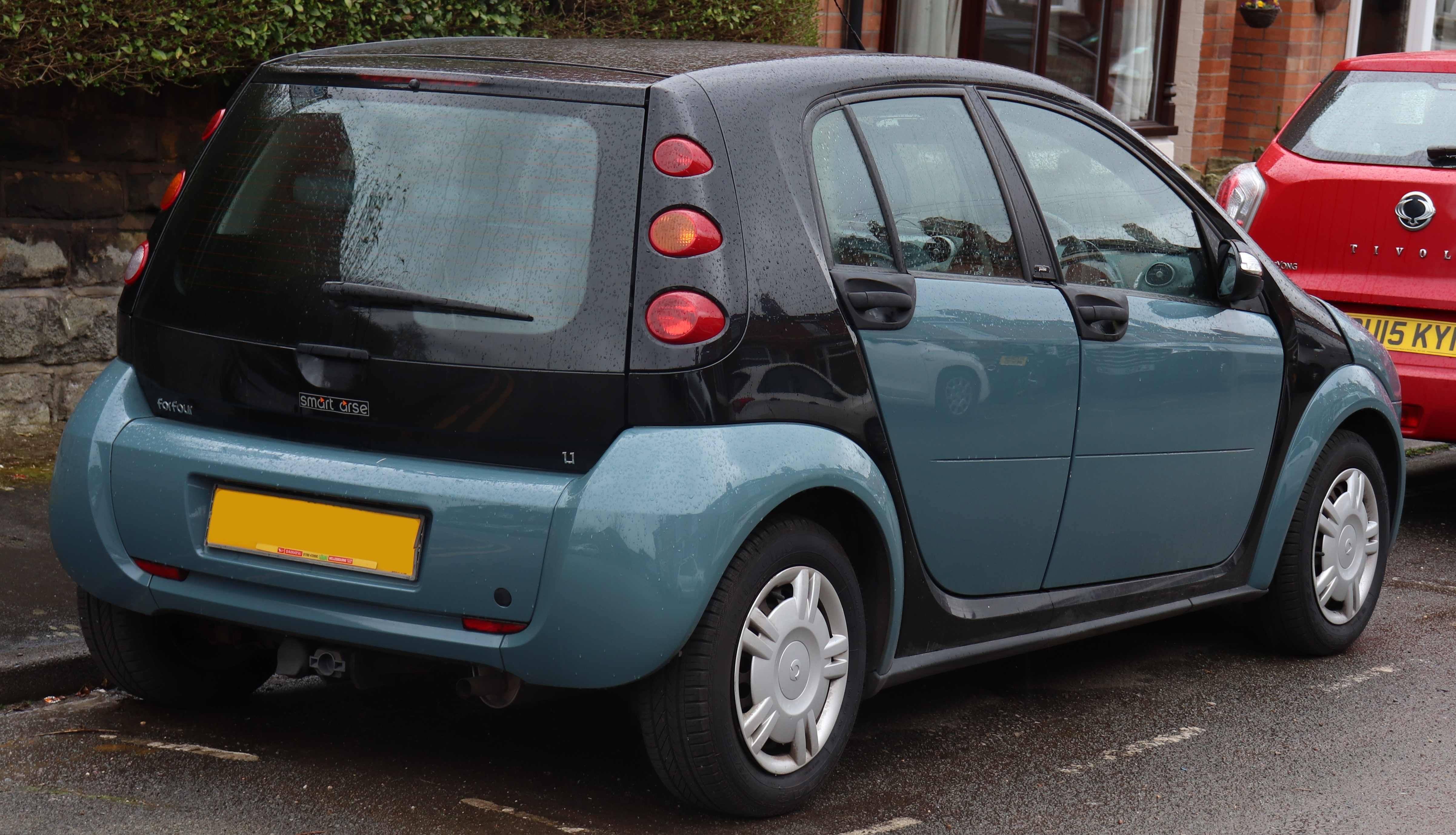
Smart Forfour I - tył

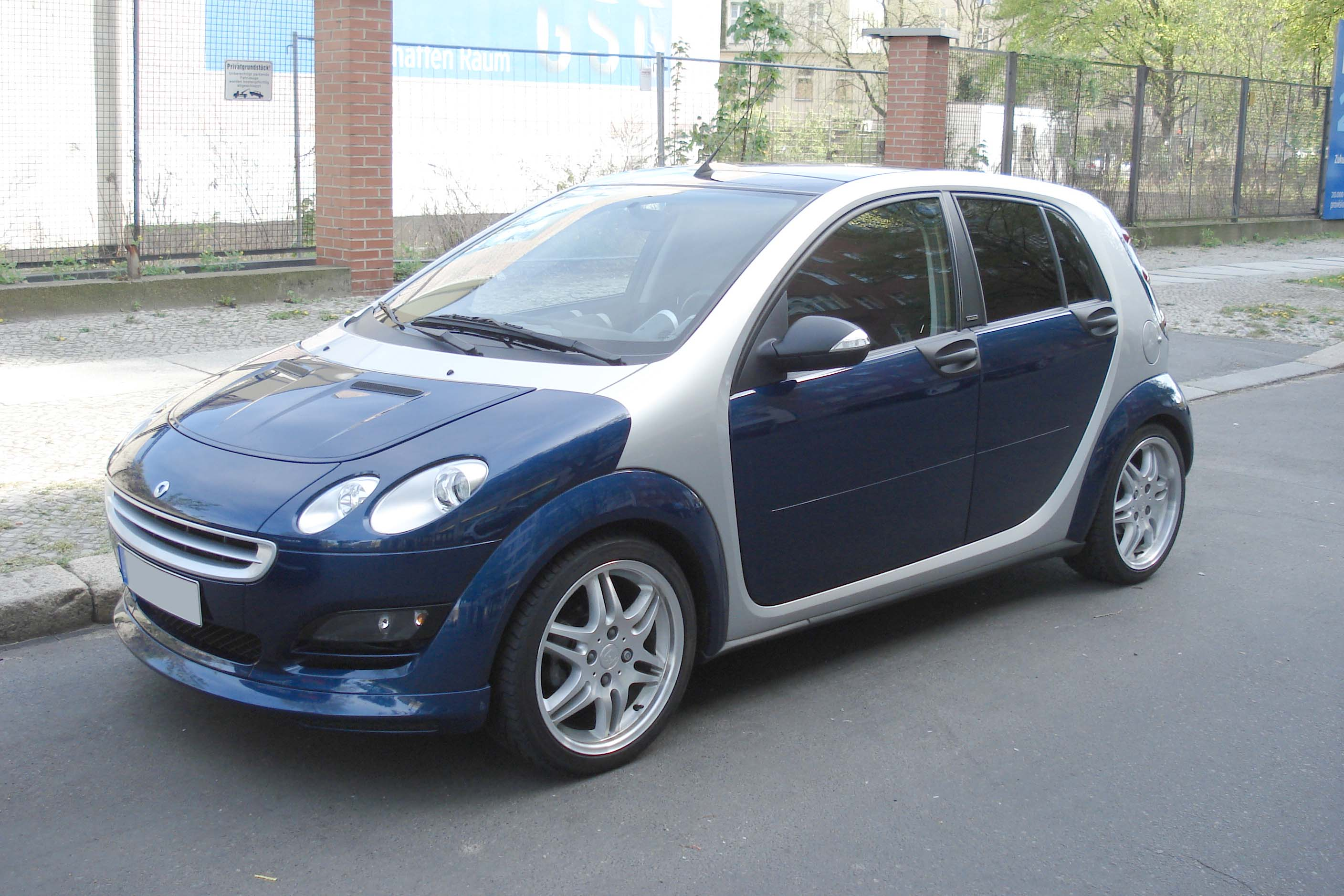
Smart Forfour I Brabus

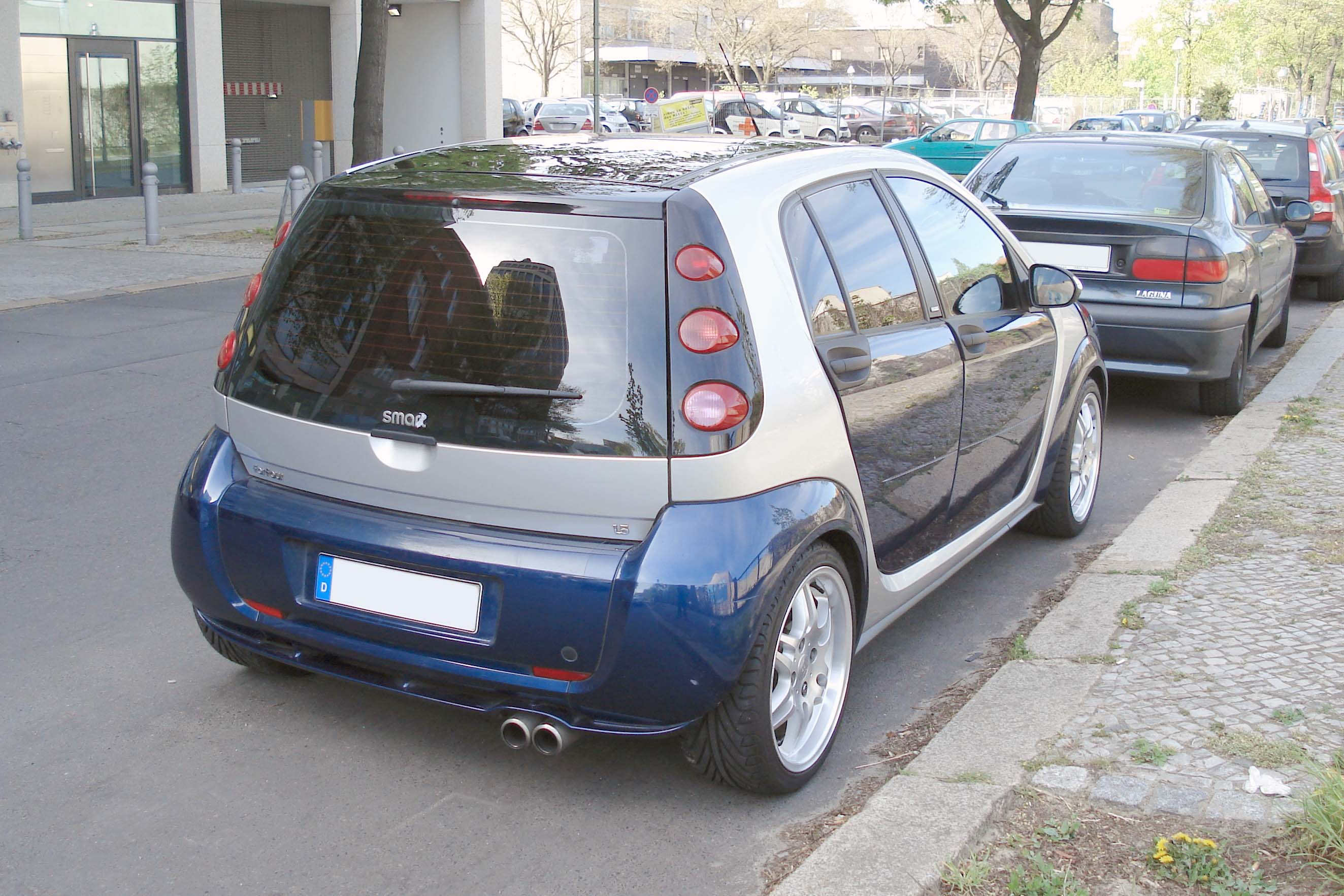
Smart Forfour I Brabus - tył

Smart Forfour I  został zaprezentowany po raz pierwszy w kwietniu 2004 roku.
Pierwszym wcieleniem Forfoura Smart po raz pierwszy rozszerzył swoją paletę o pojazd więcej niż dwumiejscowy w postaci subkompaktowego, 5-drzwiowego hatchbacka mogącego pomieścić do 5 pasażerów. Samochód został zaprojektowany wspólnie z szóstą generacją Mitsubishi Colta, opierając oba pojazdy na wspólnej płycie podłogowej i dzieląc ze sobą także komponenty techniczne.
Pod kątem wizualnym pierwsza generacja Forfoura wyróżnił się nawiązaniami do innych modeli w gamie, zyskując dwubarwne malowanie nadwozia z charakterystycznym obramowaniem drzwi, a także dwuczęściowymi reflektorami oraz lampami tylnymi. Karoserię wzbogaciły moduły wykonane z tworzywa sztucznego. W nietypowym, dwubarwnym wzornictwie utrzymano także deskę rozdzielczą z charakterystycznymi, odstającymi u góry nawiewami.
Seryjny Smart Forfour I oferował bogaty pakiet wyposażenia standardowego obejmującego m.in. system ESP z ABS, komplet poduszek powietrznych, elektrycznie sterowane przednie szyby. Modele produkowane do końca 2005 włącznie, były wyposażane w hamulce tarczowe na obu osiach. Od modelu roku 2006 na tylnej osi rozpoczęto montaż hamulców bębnowych. Tylna kanapa może być przesuwana o 15 cm w osi wzdłużnej pojazdu. Oparcie tylnych siedzeń jest dzielone w stosunku 1/3 do 2/3 i ma regulowany kąt nachylenia.
Silnik ze skrzynią biegów jest zabudowany poprzecznie z przodu i napędza oś przednią. Z przodu zawieszenie tworzy kolumna MacPhersona, z tyłu zawieszenie z belką skrętną, w porównaniu do bardziej komfortowo zestrojonego Colta wyróżniając się większą sztywnością i sportowym zestrojeniem.

### Forfour Brabus
Ofertę wariantów napędowych Forfoura poszerzyła także usportowiona, sygnowana tunerem Brabus. Wizualnie wyróżniła się ona m.in. sportowym ogumieniem i aluminiowymi alufelgami, a także chromowaną końcówką wydechu. Do napędu Forfoura Brabus wykorzystano wzmocniony, 1,5 litrowy silnik benzynowy o mocy 177 KM i 230 Nm maksymalnego momentu obrotowego, pozwalając na rozpędzenie się do 100 km/h w 6,9 sekundy. Samochód zachował niszowy charakter rynkowy.

### Sprzedaż
Produkcja Forfour I odbywała się w holenderskiej fabryce przedsiębiorstwa NedCar w Born, równolegle z bliźniaczym Mitsubishi Colt. Producent zakładał systematyczny wzrost udziału w rynku i dużą popularność swojego subkompaktowego modelu, jednak jego długoterminowa popularność nie spełniła oczekiwań. W rezultacie, w czerwcu 2006 zdecydowano o wstrzymaniu produkcji i okrojeniu oferty niemieckiej firmy z nierentownych modeli. W rezultacie, w drugiej połowie roku paleta modeli Smarta została ograniczona do jednego modelu, podstawowego Fortwo.

### Silniki
Benzynowe:
- R3 1.0l 63 KM
- R3 1.1l 75 KM
- R4 1.3l 95 KM
- R4 1.5l 109 KM
- R4 1.5l Brabus 177 KM

Wysokoprężne:
- R3 1.5l CDi 68 KM
- R3 1.5l CDi 95 KM

## Druga generacja

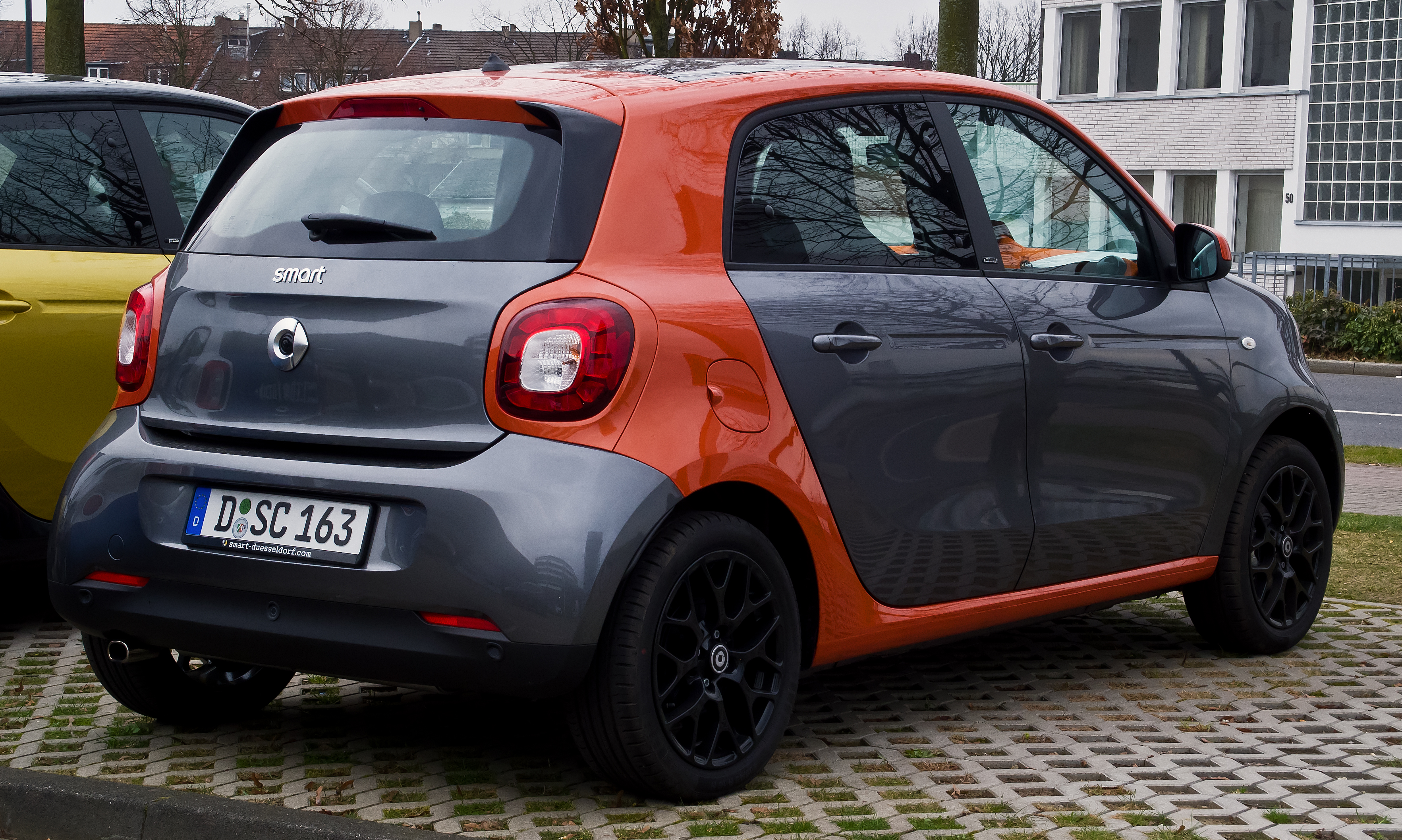
Smart Forfour II - tył

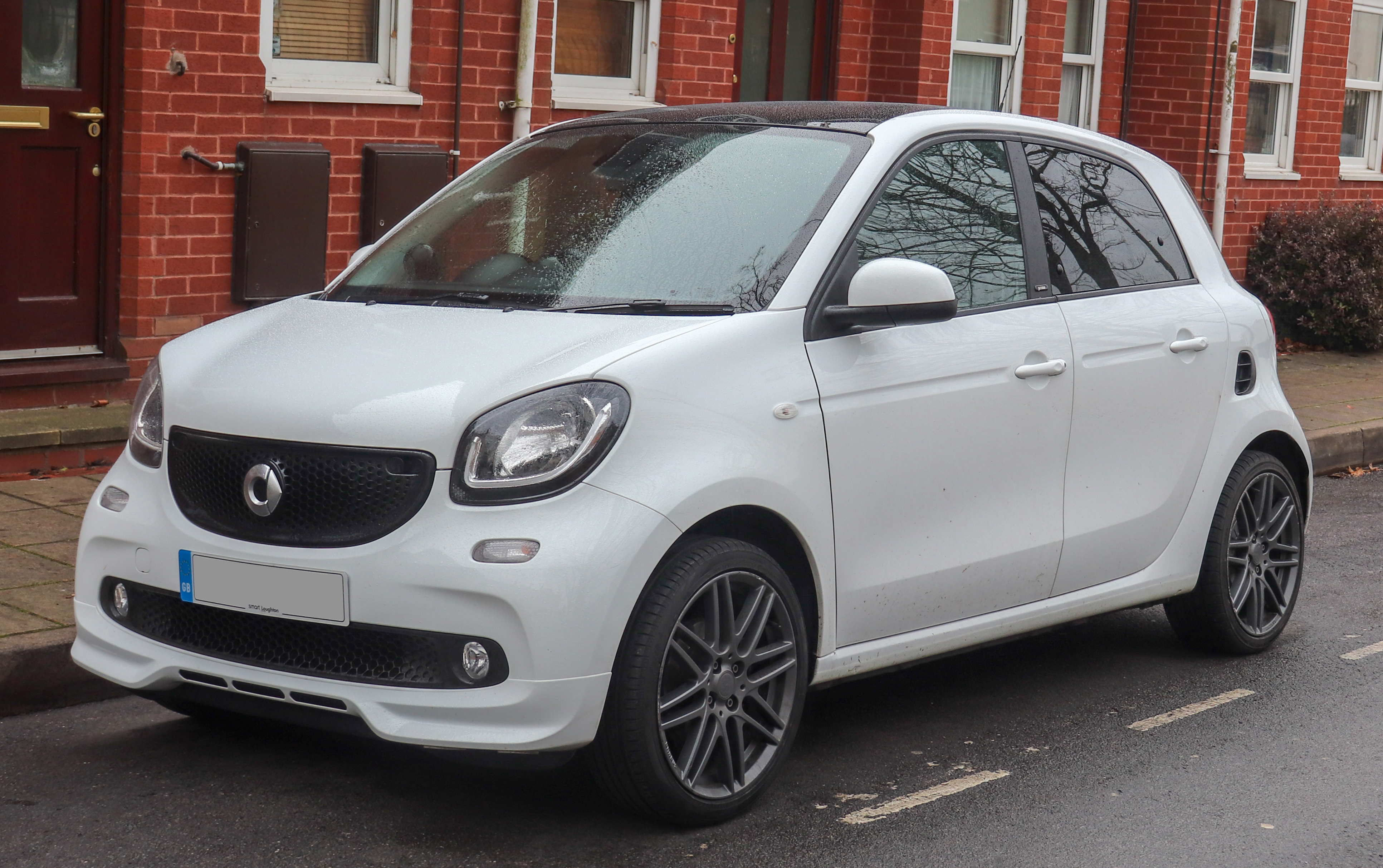
Smart Forfour II Brabus

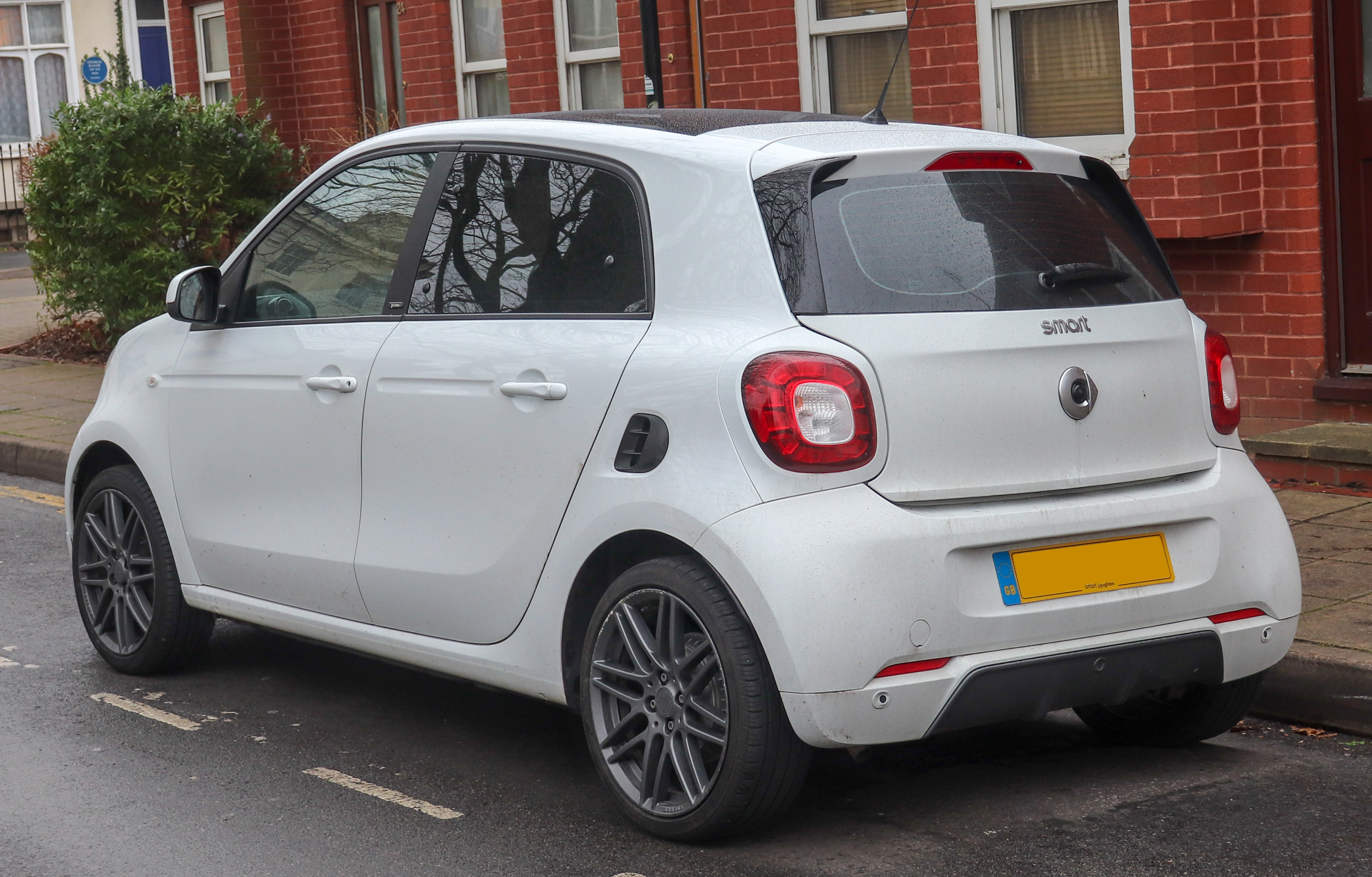
Smart Forfour II Brabus - tył

Smart Forfour II został zaprezentowany po raz pierwszy w 2014 roku.
Ponad dekadę po prezentacji pierwszego 4-miejscowego i 5-drzwiowego modelu, Smart zdecydował się powrócić do nazwy Forfour. Tym razem koncepcja modelu przeszła diametralną zmianę, stając się modelem mniejszym i powstałym w wyniku kooperacji już nie z Mitsubishi, lecz francuskim koncernem Renault. Samochód przyjął postać 4-miejscowej odmiany zaprezentowanej równolegle trzeciej generacji modelu Fortwo, dzieląc z nim m.in. stylizację pasa przedniego i projekt kabiny pasażerskiej. Oba pojazdy nie różnią się również pod względem szerokości i wysokości, z różnicami na polu dłuższego o 80 cm nadwozia i większego o 1 metr rozstawu osi.
Technicznym bliźniakiem dla Forfoura została trzecia generacja Renault Twingo, co przełożyło się na podobne, charakterystyczne proporcje nadwozia oraz nietypowe rozwiązanie układu napędowego. Silnik umieszczono tak samo przy tylnej osi, przenosząc na nią moc Bazowy wariant utworzył trzycylindrowy silnik o pojemności 0,9 litra, mocy 71 KM i maksymalnym momencie obrotowym równym 91 Nm, a mocniejsza - turbodoładowanym silnikiem o pojemności 0,8 litra, mocy 90 KM i maskymalnym momencie 135 Nm.

### Forfour Brabus
Podobne jak w przypadku poprzednika, także i gama drugiej generacji Smarta Forfour została poszerzona o usportowiony wariant opracowany przez tunera Brabus. Przedstawiona w lipcu 2016, zyskała m.in. sportowe ogumienie z większymi alufelgami, chromowaną końcówką wydechu, dyfuzorem, jednobarwnie malowanym nadwoziem oraz kabiną pasażerską wykończoną skórą nappa wraz z nagłośnieniem premium. Zautomatyzowaną przekładnię zastąpiła automatyczna dwusprzęgłowa, a moc silnika zwiększono do 109 KM i 170 Nm maksymalnego momentu obrotowego. Samochód w ten sposób może rozpędzić się do 100 km/h w 10,5 sekundy, rozwijając prędkość maksymalną 180 km/h.

### Sprzedaż
Smart Fortwo produkowany był w słoweńskiej fabryce Renault w Novo mesto, powstając tam równolegle z bliźniaczym Twingo. Po premierze na jesiennym Paris Motor Show 2014, sprzedaż na europejskich rynkach rozpoczęła w listopadzie tego samego roku. Produkcja spalinowego Forfoura trwała łącznie przez 5 lat, kończąc się pod koniec 2019 roku na rzecz zaprezentowanego wówczas nowego, tym razem wyłącznie elektrycznego EQ Forfour.

### Silniki
- R3 0.9l TCe 90 KM
- R3 1.0l Sce 71 KM

### Forfour Electric Drive

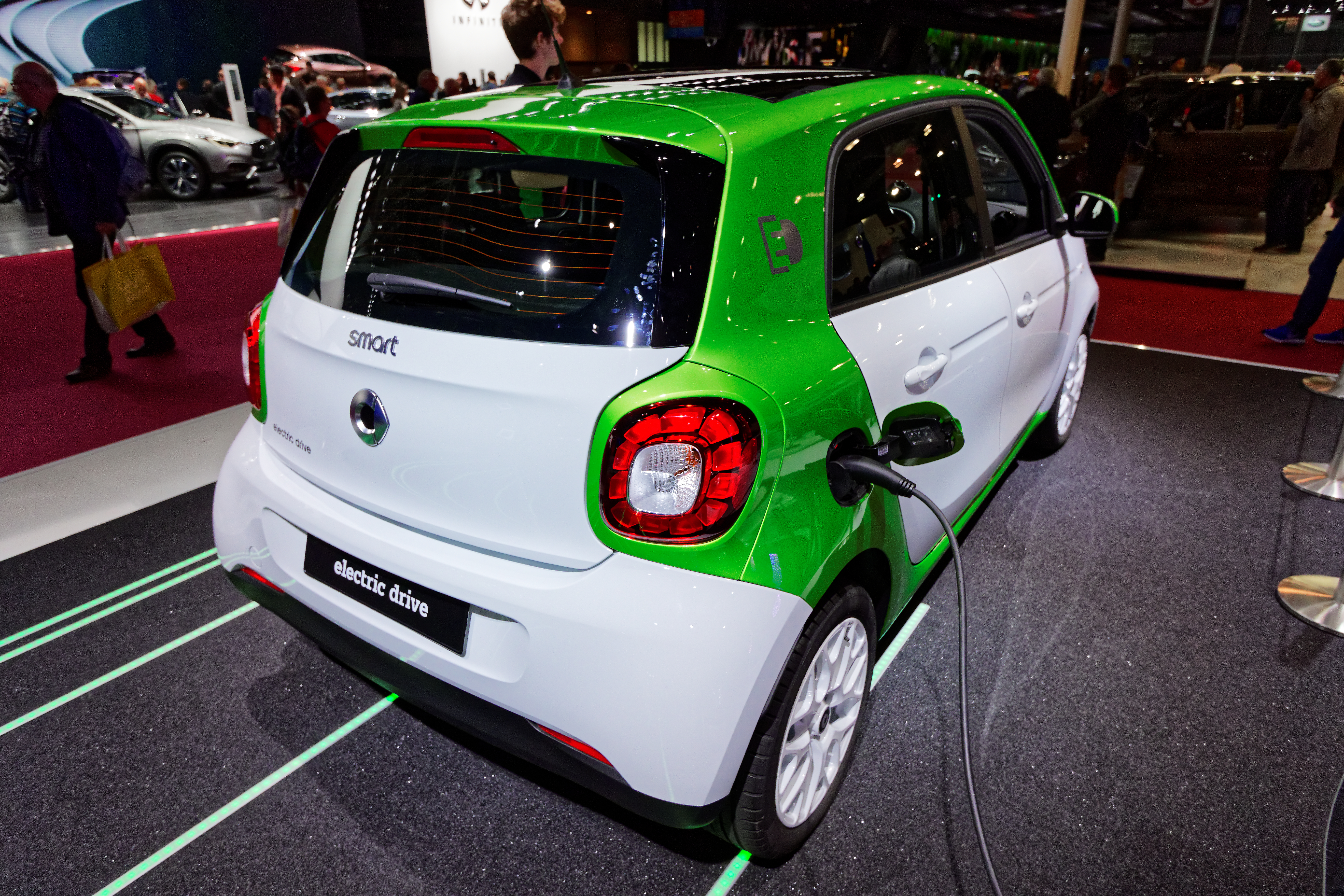
Smart Forfour Electric Drive - tył

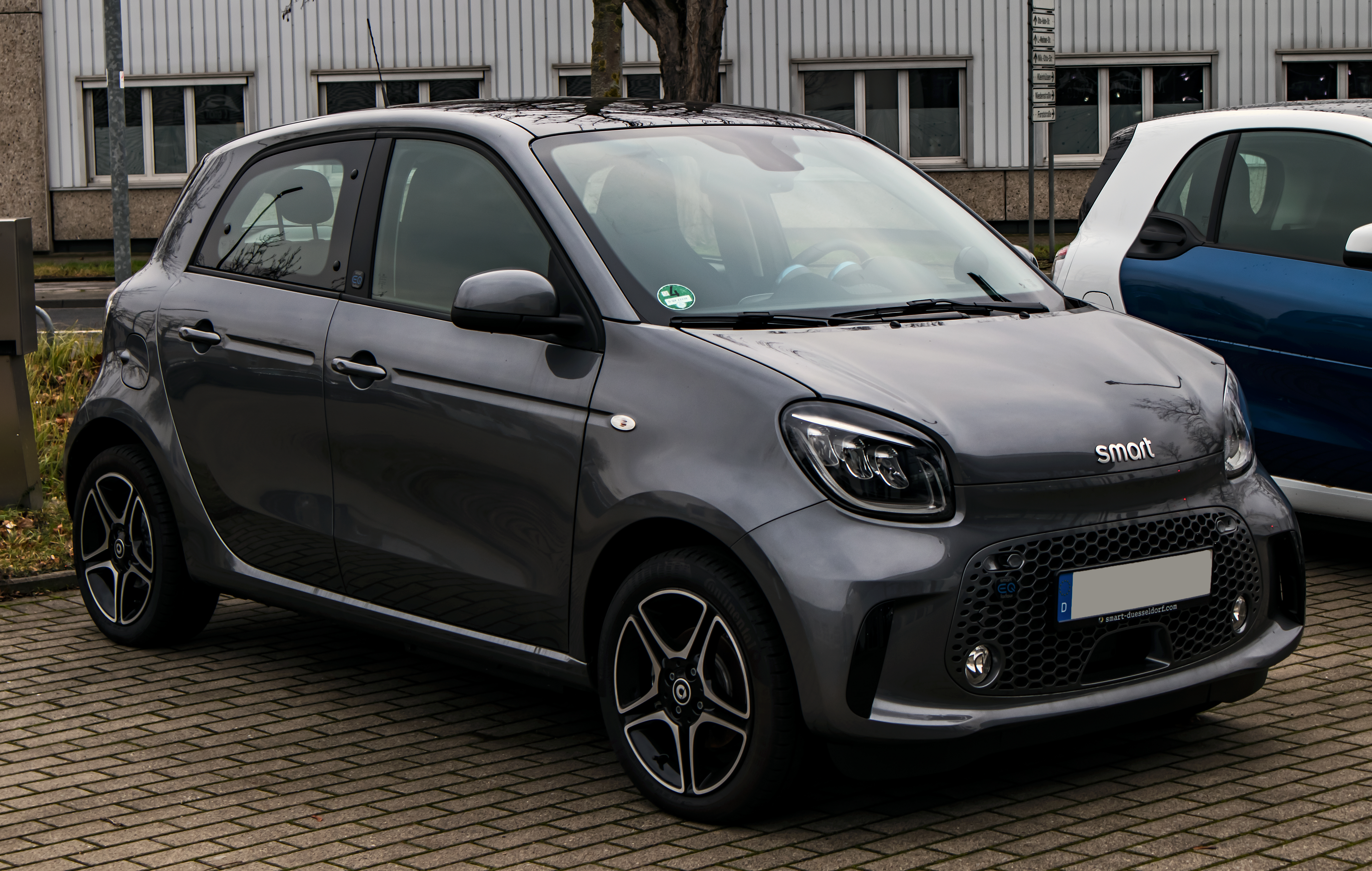
Smart EQ Forfour

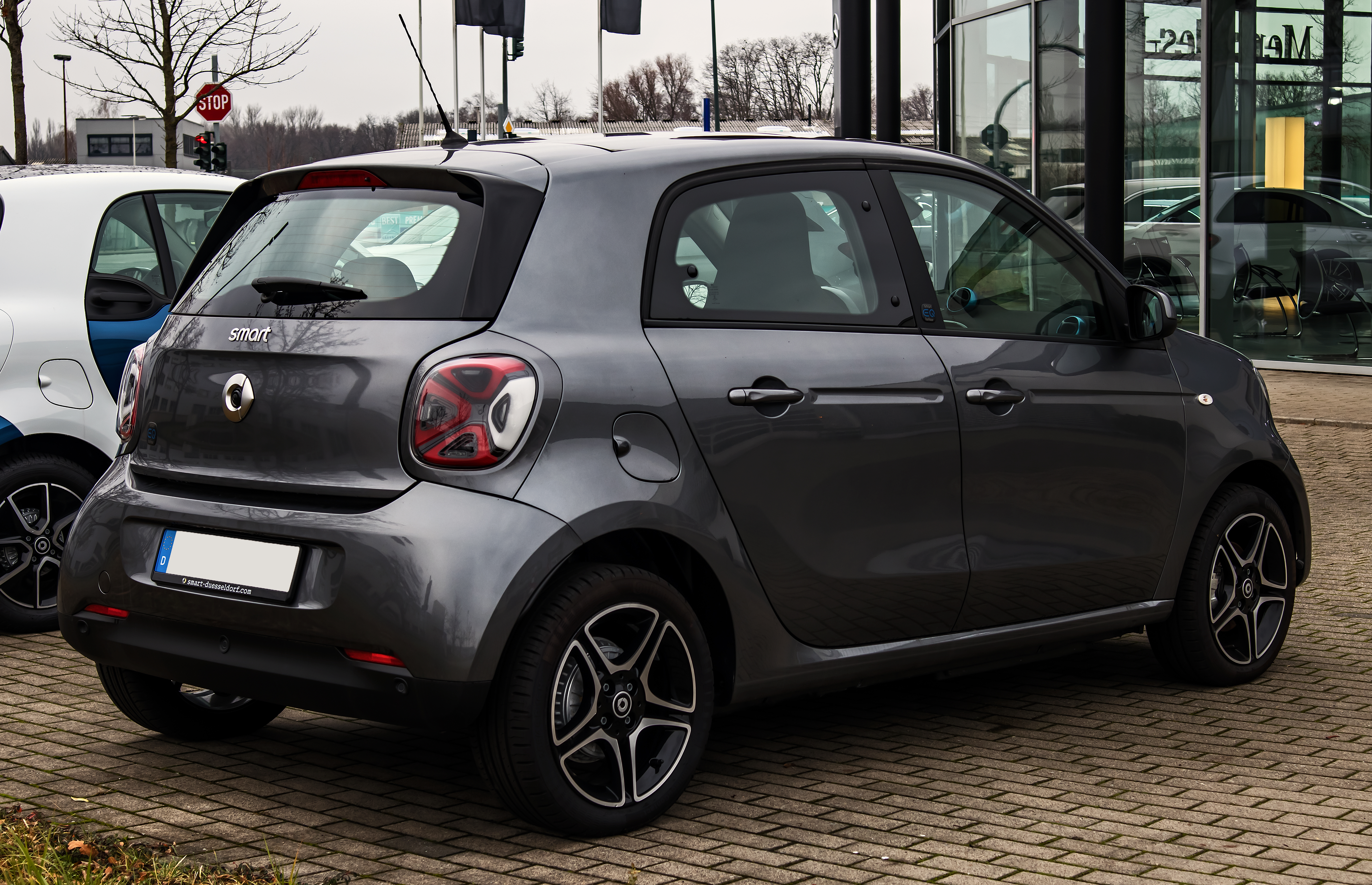
Smart EQ Forfour - tył

Smart Forfour Electric Drive został zaprezentowany po raz pierwszy w 2016 roku.
Nieco ponad 2 lata po premierze drugiej generacji Smarta Forfour, producent poszerzył ofertę wariantów napędowych o wersję w pełni elektryczną. Zasiliła ona linię modelową Electric Drive, pod kątem wizualnym nie zyskując żadnych głębszych zmian w stylizacji. Producent ograniczył się jedynie do innych kolorów malowania nadwozia, z charakterystycznymi zielonymi akcentami w zewnętrznych panelach wykończeniowych.
Specyfika konstrukcji spalinowego Fortwo umożliwiła łatwą adaptację do elektrycznego układu napędowego. W miejscu wlewu paliwa umieszczono port do ładowania baterii, z kolei w silnik elektryczny zastąpił tradycyjny, podobnie znajdując się przy tylnej osi. Nie wpłynęło to na pas przedni, który został przyozdobiony imitacją atrapy chłodnicy. Wewnątrz kabiny pasażerskiej jedyną zmianą pozostał rozbudowany system multimedialny, który wzbogacono o wskazania nt. wpływu działań poszczególnych funkcji pojazdu na zużycie energii.

### Lifting i zmiana nazwy
We wrześniu 2019 Smart zmienił swoją dotychczasową strategię, przechodząc na produkcję samochodów wyłącznie elektrycznych. W ramach tej decyzji kompleksowo zmodernizowano gamę, dodając do nazw człon "EQ". W ten sposób samochód przemianowano na Smart EQ Fortwo, zyskując pod kątem wyglądu m.in. nowe wkłady reflektorów, które wykonano w technologii LED. Podobną metamorfozę przesły lampy tylne, które utworzyły diody LED utrzymane w motywie trójkątów. Przód przyozdobił większy wlot, który osadzono niżej. Zniknęło logo marki na rzecz dużego napisu "SMART", który rozciągnięto na całej szerokości maski. Zmiany w kabinie pasażerskiej ograniczyły się do nowych kolorów materiałów wykończeniowych i zaktualizowanego systemu multimedialnego.

### Sprzedaż
Smart Fortwo Electric Drive trafił do seryjnej produkcji w słoweńskich zakładach siostrzanego Renault w Novo mesto na początku 2017 roku. Samochód powstał głównie z myślą o rynkach Europy Zachodniej, trafiając do sprzedaży wiosną 2017 roku. Produkcję samochodu kontynuowano po restylizacji i zmianie nazwy w dotychczasowej fabryce w Słowenii, łącznie pozostając w sprzedaży do pierwszego kwartału 2022 roku. Wcześniej, produkcja samochodu dobiegła końca w grudniu 2021 na rzecz nowego modelu Smart #1.

### Dane techniczne
Podobnie jak pokrewny Fortwo Electric Drive, także i elektryczny Fortwo wyposażony został w napęd czwartej generacji tworzony przez silnik elektryczny o mocy 81 KM i 160 Nm maksymalnego momentu obrotowego. Rozpędzając się do 100 km/h w 12,7 sekundy, prędkość maksymalna została ograniczona elektronicznie do 130 km/h. Litowo-jonowe akumulatory firmy LG Chem wyróżniły się pojemnością 17,6 kWh, oferując łączny zasięg na jednym ładowaniu równy ok. 155 kilometrów w cyklu pomiarowym NEDC.